# Oscar TuttoBici
L'Oscar TuttoBici è un premio ciclistico assegnato annualmente dalla rivista specializzata Tutto Bici dal 1995.

## Storia
L'Oscar è stato assegnato per la prima volta nel 1995 per premiare il miglior Juniores della stagione. Nel 1996 sono state aggiunte la categorie Professionisti, Under 23, Elite, Allievi, Donne Elite, Donne Juniores, nel 1997 gli Esordienti di primo e secondo anno e nel 2005 le Donne Allievi e Donne Esordienti.
Il trofeo è una statuetta simile a quella degli Oscar del cinema con il logo della rivista.

## Albo d'oro
| Anno | Professionisti       | Under 23             | Juniores          | Donne                  | Donne Juniores       |
| ---- | -------------------- | -------------------- | ----------------- | ---------------------- | -------------------- |
| 1995 | Non assegnato        | Non assegnato        | Valentino China   | Non assegnato          | Non assegnato        |
| 1996 | Michele Bartoli      | Roberto Sgambelluri  | Claudio Astolfi   | Alessandra Cappellotto | Alessandra D'Ettorre |
| 1997 | Michele Bartoli      | Fabio Malberti       | Crescenzo D'Amore | Antonella Bellutti     | Samantha Loschi      |
| 1998 | Michele Bartoli      | Ivan Basso           | Filippo Pozzato   | Fabiana Luperini       | Simona Sagramoni     |
| 1999 | Davide Rebellin      | Luca Paolini         | Damiano Cunego    | Sara Felloni           | Noemi Cantele        |
| 2000 | Francesco Casagrande | Jaroslav Popovyč     | Antonio Bucciero  | Fabiana Luperini       | Anna Gusmini         |
| 2001 | Davide Rebellin      | Jaroslav Popovyč     | Andrea Luppino    | Fabiana Luperini       | Giorgia Bronzini     |
| 2002 | Paolo Bettini        | Michail Timošin      | Vincenzo Nibali   | Fabiana Luperini       | Daniela Fusar Poli   |
| 2003 | Paolo Bettini        | Sergej Lagutin       | Valerio Agnoli    | Fabiana Luperini       | Laura Bozzolo        |
| 2004 | Damiano Cunego       | Giovanni Visconti    | Eros Capecchi     | Tatiana Guderzo        | Marta Bastianelli    |
| 2005 | Danilo Di Luca       | Luigi Sestili        | Jacopo Guarnieri  | Giorgia Bronzini       | Marta Bastianelli    |
| 2006 | Alessandro Ballan    | Francesco Gavazzi    | Diego Ulissi      | Fabiana Luperini       | Marina Romoli        |
| 2007 | Davide Rebellin      | Simone Ponzi         | Diego Ulissi      | Giorgia Bronzini       | Gloria Presti        |
| 2008 | Davide Rebellin      | Adriano Malori       | Fabio Felline     | Fabiana Luperini       | Rossella Callovi     |
| 2009 | Damiano Cunego       | Gianluca Brambilla   | Luca Wackermann   | Noemi Cantele          | Rossella Callovi     |
| 2010 | Vincenzo Nibali      | Enrico Battaglin     | Paolo Simion      | Giorgia Bronzini       | Rossella Ratto       |
| 2011 | Michele Scarponi     | Fabio Aru            | Valerio Conti     | Giorgia Bronzini       | Rossella Ratto       |
| 2012 | Vincenzo Nibali      | Fabio Aru            | Umberto Orsini    | Giorgia Bronzini       | Anna Stricker        |
| 2013 | Vincenzo Nibali      | Davide Villella      | Simone Velasco    | Giorgia Bronzini       | Arianna Fidanza      |
| 2014 | Vincenzo Nibali      | Simone Andreetta     | Edoardo Affini    | Giorgia Bronzini       | Sofia Bertizzolo     |
| 2015 | Fabio Aru            | Gianni Moscon        | Daniel Savini     | Elisa Longo Borghini   | Sofia Bertizzolo     |
| 2016 | Diego Ulissi         | Edward Ravasi        | Alessandro Covi   | Elisa Longo Borghini   | Elisa Balsamo        |
| 2017 | Vincenzo Nibali      | Aljaksandr Rabušėnka | Michele Gazzoli   | Elisa Longo Borghini   | Letizia Paternoster  |
| 2018 | Elia Viviani         | Andrea Bagioli       | Andrea Piccolo    | Marta Bastianelli      | Vittoria Guazzini    |
| 2019 | Elia Viviani         | Giovanni Aleotti     | Andrea Piccolo    | Marta Bastianelli      | Sofia Collinelli     |
| 2020 | Diego Ulissi         | Giovanni Aleotti     | Andrea Montoli    | Elisa Longo Borghini   | Francesca Barale     |
| 2021 | Sonny Colbrelli      | Filippo Baroncini    | Manuel Oioli      | Elisa Longo Borghini   | Francesca Barale     |
| 2022 | Matteo Trentin       | Nicolò Buratti       | Matteo Scalco     | Elisa Longo Borghini   | Eleonora Ciabocco    |
| 2023 | Filippo Ganna        | Giosuè Epis          | Simone Gualdi     | Silvia Persico         | Federica Venturelli  |
| 2024 | Jonathan Milan       | Edoardo Zamperini    | Lorenzo Finn      | Elisa Longo Borghini   | Chantal Pegolo       |